# Premier League Malti 1963-1964
Il campionato era formato da otto squadre e lo Sliema Wanderers F.C. vinse il titolo.

## Classifica finale
| Pos. | Squadra               | G  | V  | N | P  | GF | GS | Punti |
| ---- | --------------------- | -- | -- | - | -- | -- | -- | ----- |
| 1    | Sliema Wanderers F.C. | 14 | 13 | 0 | 1  | 39 | 9  | 26    |
| 2    | Valletta F.C.         | 14 | 10 | 2 | 2  | 44 | 8  | 22    |
| 3    | Hibernians F.C.       | 14 | 7  | 3 | 4  | 26 | 16 | 17    |
| 4    | Floriana F.C.         | 14 | 7  | 3 | 4  | 22 | 18 | 17    |
| 5    | Ħamrun Spartans F.C.  | 14 | 4  | 3 | 7  | 14 | 26 | 11    |
| 6    | Rabat                 | 14 | 4  | 2 | 8  | 24 | 37 | 10    |
| 7    | Melita F.C.           | 14 | 3  | 2 | 9  | 9  | 26 | 8     |
| 8    | St. George's F.C.     | 14 | 0  | 1 | 13 | 8  | 46 | 1     |